# Доктор Зло
Доктор Зло (англ. Dr. Evil) в исполнении Майка Майерса — главный злодей в серии фильмов «Остин Пауэрс». Этот персонаж является пародией на злодеев из фильмов о Джеймсе Бонде, особенно на Эрнста Стэвро Блоуфельда — героя Дональда Плезенса в фильме «Живёшь только дважды». Доктор Зло лыс, имеет шрам на лице и носит голубовато-серый френч (отсылка на доктора Но из одноимённого фильма 1962 года). У него есть белый пушистый персидский кот по имени мистер Бигглсуорт, — правда, тот в дальнейшем потерял всю шерсть в результате побочного эффекта криозаморозки, — сын Скотт Зло и клон по имени Мини-Мы. Мини-мы — точная копия доктора Зло, только в 8 раз меньше; эту роль сыграл Верн Тройер.
«Пропустив» тридцать лет жизни в криозаморозке, доктор Зло испытывает заметные трудности с адаптацией к новому времени. Например, он предлагает несколько схем шантажа, не зная, что их угроза (уничтожение озонового слоя, скандал вокруг женитьбы принца Чарльза) уже осуществилась. Доктор Зло постоянно путает денежные суммы, не в состоянии осознать сущность инфляции. Так, он объявляет ООН о взятии мира в заложники за 1 миллион долларов — большая сумма в 1960-х годах, — но в 1990-х его заявление встречает взрыв хохота.
В фильме «Голдмембер» раскрывается, что Остин и доктор Зло не только занимались в одном училище, но и являются родными братьями. Когда они были детьми, Остин и Дагги — настоящее имя доктора — ездили с родителями по Бельгии. Их отец, Найджел Пауэрс, отошёл по нужде, как вдруг взорвалась машина. Мать детей погибла, а отброшенного в сторону Дагги подобрала и усыновила пара бельгийцев, которая впоследствии сделала его злым. Найджел же считал, что выжил только Остин.

## Критика и отзывы
- Майк Майэрс получил кинопремию MTV в номинации лучший злодей за роль Доктора Зло в фильме «Остин Пауэрс: Шпион, который меня соблазнил».
- В 2007 году журнал «Forbes» поставил компанию доктора Зло — Virtucon, на 12 место в списке богатейших вымышленных компаний, оценив её в 22,6 миллиарда долларов[1].